# المحجر (يريم)

تعديل مصدري - تعديل

المحجر محلة تابعة لقرية لكمة الصوفي، التابعة لعزلة بني مسلم بمديرية يريم إحدى مديريات محافظة إب في الجمهورية اليمنية.، بلغ تعداد سكانها 74 حسب تعداد اليمن لعام 2004.